# Бехтеев, Сергей Сергеевич
Серге́й Серге́евич Бехте́ев (7 [19] апреля 1879, Липовка, Орловская губерния — 4 мая 1954, Ницца, Франция) — русский поэт, белогвардейский офицер, эмигрант первой волны. Гражданская лирика Бехтеева посвящена идеалам монархизма. Со своими стихами выступал перед императором Николаем II и императрицами Александрой Фёдоровной и Марией Фёдоровной.

## Биография

### Происхождение
Родился в имении Липовка Елецкого уезда Орловской губернии (ныне Задонский район Липецкой области). Из старинного дворянского рода, известного с 1571 года: отец — Сергей Сергеевич Бехтеев начинал карьеру мировым судьёй, был в течение 14 лет предводителем елецкого дворянства, тайным советником и членом Государственного совета. Открыл в Ельце первый в России хлебный элеватор и отделение Государственного банка, занимался проблемами регулярного пароходства по Дону, его перу принадлежит капитальный 3-томный труд «Хозяйственные итоги истекшего сорокапятилетия и меры к хозяйственному подъёму» (СПб., 1906—1911); мать — Наталья Алексеевна Хвостова (1854—1923) — была сестрой Николая, Сергея, Александра и Алексея Хвостовых; Хвостовых Екатерины и Варвары.
Две родные сестры Бехтеева (Екатерина и Наталья) состояли фрейлинами царского двора, ещё одна сестра — Зинаида — была близка к царской семье и состояла в переписке с царственными узниками в Тобольске и Екатеринбурге.
Брат — Алексей Сергеевич Бехтеев (1883—1967), вице-губернатор Полтавы; в Первую мировую войну воевал в составе Черниговского гусарского полка, участник белого движения. Жена брата — Алла Даниловна, урожд. Кованько, была убита в Полтаве большевиками вместе с отцом — Данилой Николаевичем Кованько, бывшим депутатом II Государственной Думы (1842—1919) и братом — Данилой Даниловичем. Племянница (дочь брата; род. 1910) — Алла спаслась и после убийства матери, деда и дяди все же встретилась со своим отцом. Племянник (сын брата и его второй супруги — Екатерины Константиновны Угричич-Требинской) — Алексей Алексеевич Бехтеев (1920, КСХС —2013, Бразилия).

### Юность
Учился в Александровском лицее, который окончил в 1903 году. По окончании лицея издал сборник стихов, посвящённый вдовствующей императрице Марии Федоровне, а средства от продажи сборника передал Царскосельскому ремесленному приюту. В том же году поступил вольноопределяющимся в подшефный императрице Марии Федоровне Кавалергардский полк. 18 февраля 1904 года получил чин унтер-офицера, 7 октября произведён в прапорщики. В связи с переломом ноги уволен в запас, а 29 января 1912 года — в отставку.
С 1905 года служил земским начальником в Елецком уезде. Был постоянным членом Орловского губернского присутствия.

### Первая мировая война
С началом Первой мировой войны продолжал служить земским начальником, являясь постоянным членом Орловского губернского присутствия. Участию поэта в Первой мировой войне последние исследования «Бехтеевского фонда» не нашли подтверждения.

### Гражданская война
В период революционных смут 1917 год в Ельце и Орле написал ряд патриотических стихов. Пять стихотворений через графиню Гендрикову удалось передать Царской семье в Тобольск. Государь Николай Второй при чтении стихотворения Бехтеева «Боже, Царя сохрани» невольно прослезился и просил передать поэту благодарность за выявление верноподданнических чувств. Бехтеев решил, что его долг — послужить «гибнущей отчизне», и в декабре 1917 года уезжает в Добровольческую армию на Кавказ. Служил в ведомстве МВД. Публиковался в ряде военных газет. Участвовал в знаменитом десанте генерала С. Г. Улагая в августе 1920 года (высадка группы войск Русской Армии из Крыма на Кубань).

### Эмиграция
В ноябре 1920 года покинул Крым и прибыл в сербский город Нови-Сад, где встретился однажды с бывшим лицеистом полковником Ф. В. Винбергом, который помог поэту издать два самостоятельных выпуска стихотворений под единым названием «Песни русской скорби и слез» (изданы в Мюнхене в 1923 году). В сербской эмиграции Бехтеев также издал роман в стихах «Два письма» (1925 год) и «Песни сердца» (1927 год).
С 27 августа 1923 года по 16 февраля 1925 года работал в газете «Вера и Верность». После вынужденного закрытия газеты в 1925 году, совместно с родным братом Алексеем Сергеевичем (15 (27) февраля 1883 года, Елец — 15 июля 1967 года, Касабланка) приступил к изданию газеты аналогичной направленности — «Русский Стяг». Газета издавалась до конца 1927 года. Сергей Сергеевич выступал в газете и как редактор, и как публицист, и как поэт. Статьи публиковал иногда под псевдонимами: Сергей Терпигорев, «Летописец», «Верноподданный».
В 1927 году в Новом Футоге Бехтеев написал стихотворение, посвященное памяти Верховного Правителя России адмирала А. В. Колчака «Колчак. (Верховный Правитель России)».
С конца 1929 (или начала 1930) года жил в Ницце (Франция), где также выпускал сборники стихов («Царский гусляр» в 1934 г, 4 сборника стихов «Святая Русь»), был ктитором и домового храма в честь иконы Божией Матери «Державная», где своими руками и на собственные средства обустроил иконостас
1938 году Бехтеев написал стихотворение «Царский-Крест» с посвящением В. В. Свечину, председателю Союза ревнителей памяти императора Николая II, по почину которого в Париже в Александро-Невском храме был воздвигнут крест-памятник в честь государя Императора Николая II.
Последний IV выпуск сборника «Святая Русь» Бехтееву помогла издать Екатерина Сергеевна Фишер, которая создала и лично оборудовала в Ницце «Дом отдыха» для русских воинов.
Умер поэт в Ницце от апоплексического удара. Похоронен на местном русском кладбище Кокад в одной могиле со своей сестрой Натальей. Надпись на могильной плите гласит:
Лицеист И. А. Лицея 59 курса. Царский поэт. Офицер Белой Армии
СЕРГЕЙ СЕРГЕЕВИЧ БЕХТЕЕВ
7/19 апреля1879 г. — 21 апреля/4 мая 1954 г."

## Творчество
Пошли нам, Господи, терпенье, 

В годину буйных, мрачных дней, 

Сносить народное гоненье 

И пытки наших палачей. 

  

Дай крепость нам, о Боже правый, 

Злодейства ближнего прощать 

И крест тяжёлый и кровавый 

С Твоею кротостью встречать. 

  

И в дни мятежного волненья, 

Когда ограбят нас враги, 

Терпеть позор и униженья 

Христос, Спаситель, помоги! 

  

Владыка мира, Бог вселенной! 

Благослови молитвой нас 

И дай покой душе смиренной, 

В невыносимый, смертный час...

И, у преддверия могилы, 

Вдохни в уста Твоих рабов 

Нечеловеческие силы 

Молиться кротко за врагов!
Самое известное стихотворение Бехтеева — «Молитва» («Пошли нам, Господи, терпенье…» (Елец, октябрь 1917). Автор послал это стихотворение через графиню А. В. Гендрикову царской семье, находившейся в заключении в Тобольске. Его собственноручно переписала старшая дочь Николая II великая княжна Ольга Николаевна, поэтому оно нередко ошибочно приписывалось ей и получило большую известность в русском зарубежье 1920-х годов. Стихотворение «Молитва» также переписала собственной рукой Государыня Александра Федоровна на открытке, которую выслала из Тобольска генералу А. В. Сыробоярскому, с которым царская семья состояла в переписке. Стихотворение «Молитва» сочувственно (хотя отметив его недостатки) оценил Владислав Ходасевич, считавший его автором великую княжну:
Таким образом, эти стихи, оставаясь довольно слабыми, свидетельствуют об известной стихотворной культуре, осведомленности, обычно отсутствующей у дилетантов… Читая эти неопытные, писанные не напоказ, а воистину молитвенные стихи, скрытые, может быть, даже от самых близких людей, нельзя же не преклониться перед изумительною моральною высотой, в них сказавшейся. Это не «литература», не «искусство как прием»: тут впрямь и в буквальном смысле жертва молится за своих палачей — в полном и ясном сознании того, что делает.
Основная тематика других его произведений: трагедия России и русского народа, предательство царя ближайшим окружением, Гражданская война, надежда на воскрешение России и т. п. Многие стихи поэта положены на музыку и исполняются Жанной Бичевской, Владимиром Невяровичем, детским хоровым коллективом под управлением Ирины Болдышевой (Санкт-Петербург).
Несколько стихотворений Бехтеев посвятил еврейской теме («Красное знамя», «Жидовин»). Данный мотив в его творчестве («закабаление России инородческой „пятой колонной“») сочувственно выделяет поэт, главный редактор журнала «Молодая гвардия» Валерий Хатюшин.

## Увековечение имени
- В Липецке есть улица Бехтеева.
- В г. Задонске Липецкой области одна из новых улиц будет названа улицей Бехтеева.
- В Воронеже создан благотворительный Бехтеевский фонд. Проводятся регулярно Бехтеевские чтения.
- В Елецком государственном университете им. И. А. Бунина ежегодно проводятся научно-практические конференции, посвященные изучению жизни и творчества поэта Сергея Бехтеева. Режиссёром Анной Москвиной по сценарию Владимира Невяровича создан документальный фильм «Под Небом благородной Сербии», посвящённый пребыванию Бехтеева в Югославии.

Самая полная и наиболее достоверная информация о поэте Сергее Бехтееве на сегодняшний день собрана «Бехтеевским фондом»(руководитель писатель и поэт В. К. Невярович). Книга В. К. Невяровича о Сергее Бехтееве "Певец Святой Руси. Сергей Бехтеев: жизнь и творчество(СПб., «Царское Дело» 2008 г) удостоена Союзом писателей России Большой литературной премией.